# Tibia (videojuego)
Tibia es un videojuego de rol multijugador masivo en línea (MMORPG), desarrollado por CipSoft.
Comenzó en el año 1997 como un programa comercial creado por un grupo de 4 estudiantes alemanes (Guido Lübke, Stephan Payer, Ulrich Schlott y Stephan Vogler). La mayoría de sus gráficos eran similares al clásico juego Ultima Online, y gracias a voluntarios que se encargaron en la administración, la parte artística y el nivel de diseño, se logró transformar a Tibia en un producto comercial a escala profesional.
Actualmente presenta más de 27,000 jugadores de todo el mundo, con 74 servidores entre Estados Unidos y el Reino Unido, incluyendo 2 servidores alojados en Brasil para la comunidad latinoamericana.

## El juego
Actualmente, existen servidores en los Estados Unidos, Reino Unido y Brasil, pero pueden jugar personas de cualquier lugar del mundo siempre y cuando tenga una conexión a internet y una cuenta en Tibia (la cual se obtiene de manera gratuita).
Muchos jugadores utilizan su tiempo dentro del juego para entrenar y de esta forma subir sus habilidades ("skills"), matar una gran variedad de monstruos usando diferentes armas y poderes mágicos, y explorar el gran continente en busca de tesoros y fortuna.
El juego además permite poder dialogar entre los jugadores, realizar cambios de objetos, y formar "party's" para jugar en equipo.
En todos los mundos, menos en la isla de Rookgaard, y algunos llamados Optional-PVP, los jugadores pueden atacarse entre sí, pero el sistema permite un máximo número de matanzas, para evitar jugadores fuera de control. También existen algunos mundos llamados Hardcore-PVP que es todo lo contrario que los mundos Optional-PVP, ya que se puede atacar a todos los jugadores libremente.
Dentro de cada mundo o servidor, existen diferentes ciudades en donde los jugadores podrán obtener su ciudadanía.
Desde el 2015 el número de servidores no oficiales ha incrementado intensamente, estos "servers" tienen la capacidad de cambiar la velocidad con la que uno puede avanzar dentro del juego, lo que ha sido un factor relevante para la permanencia de muchos jugadores que ya no cuentan con el tiempo suficiente para jugar el juego oficial.

## Cuentas prémium
Pese a que Tibia es un juego gratuito, los jugadores pueden pagar de forma mensual con dinero real o del juego para desbloquear tiempo Premium.
El sistema Premium fue introducido en Tibia por primera vez el 5 de noviembre de 2001 y desde entonces ha ido introduciendo mejoras.
Los beneficios que te otorga el Premium Time (tomando como referencia la versión 12.65.10717 del juego) son los siguientes:
- Acceso a zonas exclusivas del mapa.
- Viajar de forma rápida entre ciudades mediante barco, alfombra mágica entre otros.
- Acceso a misiones exclusivas.
- Ascender la vocación del personaje (popularmente conocido como "promote").
- Aprender hechizos exclusivos.
- Alquilar casas y dormir en camas.
- Fundar gremios.
- Crear canales de chat privados.
- Posibilidad de desbloquear atuendos extra para tu personaje.
- Posibilidad de tener tu propia montura domando criaturas salvajes.
- Acceso a servidores exclusivos.
- 50% más de experiencia durante las primeras 3 horas de Stamina
- Habilidad de incrementar tus habilidades mientras estás desconectado (Offline Training).

## Dawnport y las profesiones
El jugador comienza en la isla de aprendizaje llamada "Dawnport" en el que se le enseñará a moverse y desenvolverse ante las diferentes situaciones que ocurrirán a su salida de la isla. La manera de moverse, dialogar y comerciar con los npc's (non-player character), así como atacar, usar runas, pociones, el uso de cuerdas y palas y comida entre otras. 
En esta isla, no está permitido que se puedan atacar entre jugadores ya que se considera solamente un tramo pasajero en el que su única utilidad es el aprendizaje. Al alcanzar el nivel 8, al jugador se le abre la posibilidad de continuar su aprendizaje en "La Isla del Destino" (la cual fue implantada tras una gran cantidad de actualizaciones, por lo tanto anteriormente los jugadores tenían más dificultades para conseguir el primer equipamiento) con una profesión (guerrero, paladín, mago o druida) o ser transferido a la isla (Rookgard):
Profesiones y características: 
- El Caballero (Knight): Su ataque principal es físico y a corta distancia. Entre las habilidades de melee están Axe (hachas), Club (mazas) o Sword (espadas) y el uso de escudos. Se le otorga 5 puntos de maná, 15 de vida, y 25 de capacidad por nivel subido.
- El Paladín: Su ataque principal es físico y a larga distancia, su principal elemento de ataque es de daño santo. Entre las habilidades de melee están solo Distance Fighting (Arcos y Ballestas entre otros). Se le otorga 15 puntos de maná, 10 puntos de vida, y 20 de capacidad por nivel subido.
- El Druida (Druid): Su ataque principal es mágico y a corta y larga distancia, y su principal elemento de ataque es la magia de tierra y de hielo. Entre las habilidades mágicas están solo Magic Level. Se le otorga 30 puntos de maná, 5 puntos de vida, y 10 de capacidad por nivel subido.
- El Mago (Sorcerer): Su ataque principal es mágico y a corta y larga distancia, sus principales elementos de ataque mágico son el fuego y energía. Entre las habilidades mágicas están solo Magic Level. Se le otorga 30 puntos de maná, 5 puntos de vida, y 10 de capacidad por nivel subido.

## Los monstruos
Los monstruos varían entre no agresivos como los perros, los gatos y los ciervos, fáciles de matar como ratas, medios como Orcos y extremadamente peligrosos como dragones y demonios.
De los cuales algunos otorgan al jugador, puntos de experiencia para subir su nivel, dependiendo del poder del monstruo.
Monstruos marinos, muertos-vivos, criaturas mágicas, dragones, demonios, faraones y los jefes. Estas razas poseen niveles de dificultad variada, habitan en diferentes zonas del continente y las islas que lo rodean. Algunos detalles sobre estas razas están explicados en libros o documentos escritos a lo largo del mundo.
Los monstruos varían ampliamente en los artículos y experiencia que dejan y la cantidad de vida que tienen, por ejemplo siendo "The Mutated Pumpkin" el que más vida tiene, pero siendo Gaz'Haragoth el más temido por el gran poder que posee, pudiendo matar a los jugadores más altos de un solo golpe, ambos aparecen cada año solamente.

## Player Killing
Un Player Killer (generalmente llamados PK) es jugador que ha atacado o matado a otros jugadores. Un jugador solo puede ser PK en los servidores JvJ. 
Para que los servidores no sean un caos de asesinatos constantes, CipSoft diseñó un sistema de calaveras (Skull System) para mantener un control. Un jugador PK puede ser reconocido por el icono de una calavera al lado del nombre. Si un jugador PK es reincidente, su calavera cambiará de color, cada color tiene unas consecuencias en el juego: 
- Calavera Blanca (White Skull): El jugador ha atacado/matado a uno o varios jugadores. Esta calavera se mantiene activa durante 15 minutos y el resto de jugadores podrán atacarle sin ser penalizado con una calavera.

- Calavera Roja (Red Skull): Esta calavera se mantiene activa durante 30 días. Si un jugador con calavera roja muere, perderá todos los objetos (incluso si están protegidos con Blessings o el Amulet of Loss). Además, los Blessings de un jugador con calavera roja no pueden ser protegidos con el Twist of Fate. El jugador será marcado con la calavera roja si ha hecho lo siguiente:
  - El jugador ha matado a 3 o más jugadores en un día (24 horas).
  - El jugador ha matado a 5 o más jugadores en una semana (7 días).
  - El jugador ha matado a 10 o más jugadores en un mes (30 días).

- Calavera Negra (Black Skull): Esta calavera se mantiene activa durante 45 días. El jugador recibe todas las penalizaciones de la calavera roja pero con la diferencia de que no podrá volver a atacar a jugadores inocentes y siempre que este jugador muera, resucitará con 40 puntos de vida y 0 puntos de maná. Además, el jugador recibirá un 100% más de daño del resto de jugadores. El jugador será marcado con calavera negra si ha hecho lo siguiente:
  - El jugador ha matado a 6 o más jugadores en un día (24 horas).
  - El jugador ha matado a 10 o más jugadores en una semana (7 días).
  - El jugador ha matado a 20 o más jugadores en un mes (30 días).

- Calavera Amarilla (Yellow Skull): Es una calavera especial. Cuando un jugador ataca o mata a otro jugador con cualquier tipo de calavera, este jugador quedará marcado con la calavera amarilla. Esta calavera solo será visible por la víctima y esta víctima podrá matar al jugador con calavera amarilla sin penalización.

- Calavera Naranja (Orange Skull): También conocida como "Revenge Skull" es una calavera especial que obtienes al matar de forma injustificada a otro jugador. El jugador al que has matado te verá marcado durante 7 días con la calavera naranja y podrá matarte sin penalización. La calavera naranja desaparece tras 7 días o cuando la víctima se ha cobrado venganza.

## Dinero y equipamientos
En el juego existen diferentes formas de dinero. Las más utilizadas son las "gold coins" (monedas de oro), conocidas como "GPs", las "platinum coins" (monedas de platino), que tienen un valor de 100 gold coins cada una, y las "crystal coins" (monedas de cristal), que tienen un valor de 100 platinum coins cada una. También están las "Tibia Coins", moneda comprada con dinero real en la página del juego o con los famosos "Reseller´s.
Las zonas del equipamiento de cada jugador se divide en cabeza, cuello, pecho, espalda, manos, piernas, dedos y hay un lugar exclusivo para colocar flechas, conocidas en el juego como "arrow's". En cada una de éstas suele estar su respectivo objeto (en la cabeza los cascos, en el pecho la armadura, en las manos el arma y el escudo, en la espalda la mochila, etc.) que pueden obtenerse matando monstruos, comprándolos en las tiendas, resolviendo misiones (quests) o simplemente realizando una compra o intercambio con otro jugador. Algunas armas necesitan el uso de las dos manos (arco, algunas espadas, algunas hachas, etc.), de esta no puede usar escudo.
Las mochilas tienen espacio para 20 cosas y las bolsas para 8. También dependiendo de tu capacidad (cap), puedes ir cargando más cosas, pero si se te acaba el (cap) ya no puedes cargar más. El número de onzas ("oz"). es igual al número de ("cap"). La capacidad (cap) va disminuyendo a medida que vas añadiendo ítems (prendas) al backpack mochila, inclusive utilizando tus armamentos.
Existen varias formas de obtener dinero en el juego, la forma que destaca es la estrategia de comprar un dado (item) dentro del juego , y abrir tu propio casino. Esta técnica se ha visto presente desde el 2000 siendo una de las más connotadas por los jugadores.

## Actualizaciones
Desde el año 1997, Tibia ha tenido diferentes actualizaciones. Actualmente, dos veces al año, CipSoft realiza cambios en el juego, desde el sistema de juego, hasta cambio en gráficos o agregan nuevas criaturas y quests, así como eventos anuales tales como han sido, The Lightbearer, The Rise of Devovorga entre otros.

## Comunidad
- Administrator: Los administrators (ADMNs) son aquellos que tienen el acceso total sobre el juego , estos pueden prohibirle a cualquier jugador del juego (Community manager, Gamemasters, Tutores, Players) acceder al mundo de Tibia ya sea por romper las reglas de usuario o incumplimiento de las normas, este también se encarga de las actualizaciones y otras cosas , los administradores acostumbran a estar invisibles para evitar spam por parte de los usuarios.

- Gamemasters: Los Gamemasters (GMs) son aquellos que se encargan de atrapar jugadores que hacen trampa o de alguna manera rompen las reglas de tibia. Los GM son asignados por CipSoft. Ellos tienen una herramienta especial con la que pueden prohibir acceso a tramposos o jugadores que no siguen las reglas como debe ser, En 2010, Estos han sido retirados, recibiendo un premio por el servicio prestado.[9]

- Ya no pueden castigar a los tramposos que usan programas externos a tibia en el juego ya que agregaron un buscador automático

- Counsellours: Este rango fue desactivado, y eliminado completamente de Tibia. Los counsellours eran asignados por los GM, estaban encargados de reportar directamente a sus GM jugadores que rompían de alguna manera alguna regla del juego.

- Tutores: En Tibia existen jugadores iguales que todos los demás, solo con la diferencia que ayudan a los jugadores más nuevos a comprender el uso del cliente de tibia, guiarlos en el uso de la página oficial, etc. Ellos están encargados de reportar nombres no válidos a CipSoft (Namelocks), también reportan los errores o bugs. Los Senior Tutors se encargan de reportar los temas que, de alguna manera, rompen alguna de las reglas de Tibia en su foro oficial, así y como frases o declaraciones que también rompen dichas reglas.

- Players: Todas las personas que tienen una cuenta registrada en Tibia, tienen una profesión y un nivel.

## Jugadores legendarios
Tibia fue de los primeros videojuegos en su género y se mantiene activo hasta la actualidad. A lo largo de todo este tiempo ha habido jugadores que han logrado hitos históricos para la comunidad como alcanzar niveles que se veían imposibles, obtener objetos legendarios y únicos o resolver acertijos y misterios increíblemente difíciles.

### Albe[10]
Actualmente este jugador ya no existe.
Albe fue el primer jugador en entrar en Tibia. Llegó al mundo el 10 de enero de 1997 y fue recibido por tres dioses.
Hay que señalar que no había mucho que hacer en ese entonces todavía. El único NPC era Sam, que ni siquiera tenía su arsenal todavía. ¡De hecho no había edificios en todo tibia!

### Arieswar
Arieswar junto a los jugadores Clausete y Taghor descubrió la espada Magic Longsword excavando con un pico los alrededores de Carlin. CipfSoft eliminó esta espada debido a su poder y que oficialmente no estaba programada para aparecer ahí. Sorprendentemente Arieswar años después halló de nuevo esa espada dentro del cadáver de un Cíclope, CipSoft volvió a eliminársela.

### Astronis
fue un Elite Knight conocido por su hazaña en la Annihilator Quest.
A día de hoy la Annihilator Quest es una de las quest más difíciles de Tibia y únicamente puedes acceder a ella cuando alcanzas el nivel 100. Cuando Abelast alcanzó el nivel 100 juntó a un grupo de amigos y decidieron intentar hacer esta misión. Cuando llegaron a la sala con los enemigos, los compañeros de Abelast no tardaron mucho en perecer haciendo que Astronis se quedase completamente solo. 
Abelast hizo gala de su habilidad y se enfrentó a todos los enemigos él solo utilizando pociones sin parar hasta que finalmente salió victorioso. Nadie en todo Tibia se iba a creer que un único jugador pudiera completar esta misión en esa época si no fuera porque Abelast grabó todo y quedó inmortalizado en internet. Puedes ver el vídeo aquí

### Bubble
Bubble, actualmente un nivel de 273 Elite Knight, era previamente la jugadora de más alto nivel en cualquier servidor de Tibia. Hay muchos cuentos y rumores acerca de Bubble, sobre los elementos que posee y los lugares en que ha estado. Fue la primera en llegar a nivel 100 y también la primera en alcanzar el nivel 200.
En la vida real Bubble se llama Janice y ella vive con su marido Nietzsche (también es un jugador muy highleveled y Gamemaster) en Hong Kong, China.

### Clausete
Actualmente este jugador ya no existe.
Clausete es conocido por ser el primer jugador en obtener la legendaria espada Cyclopmania Sword que obtuvo en la zona de la Ornamented Shield Quest. La espada fue retirada del videojuego al ser extremadamente desbalanceada para su nivel y no estar programada para aparecer ahí. Cuando CipSoft retiró la espada del juego, fue modificada por la conocida Magic Longsword.

### Crisne
Crisne fue el primer jugador en alcanzar el nivel 150 en Rookgaard. La hazaña de su hito reside en que Rookgaard es una ciudad a modo de tutorial en la que el jugador prácticamente no gana experiencia a partir del nivel 8.

### Erana
Erana fue el primer jugador en obtener las Golden Boots, unas botas que en su momento eran imposibles de conseguir. Erana recibió las botas como agradecimiento de CipSoft al descubrir y reportar un bug que permitía a los jugadores obtener tiempo prémium de forma gratuita.

### Eternal Oblivion
Eternal Oblivion es considerado por la comunidad de Tibia como el mejor jugador de todos los tiempos. Alcanzó niveles imposibles para la fecha lo que le dio una tremenda ventaja a la hora de enfrentarse a otros jugadores mediante JvJ. En agosto de 2007 fue baneado temporalmente de Tibia por conducta destructiva al aniquilar junto a su gremio a una cantidad enorme de jugadores.
El jugador subía de nivel a una velocidad increíblemente rápida lo que hacía que el resto de jugadores le acusaran de utilizar bots y compartir la cuenta. Se ganó el acoso de grupos de jugadores y gremios que sin éxito, muchas veces trataban de acabar con él. 
Eternal Oblivion se retiró en abril de 2008. Se dijo en los foros de Tibia que Eternal Oblivion dejó Tibia en memoria de la muerte de su amigo Kimus Simi. El 10 de Enero de 2020, el usuario original de Eternal Oblivion hizo aparición en reddit respondiendo preguntas a la comunidad.

### Galadriel
Galadriel fue la primera jugadora en obtener el legendario Golden Helmet que todavía en la actualidad existe en el juego. Los objetos legendarios en el antiguo Tibia eran muy fáciles de obtener (la mayoría de ellos se podían conseguir matando Dragones) así que CipSoft decidió eliminarlos todos en la actualización 2.0 (los objetos fueron reemplazados por otros objetos más comunes y con las mismas características). 
En esa actualización además, se implemetó un nuevo enemigo, el Demon (que lo podías encontrar en Mintwallin). A diferencia de los Demon normales, esta primera versión era bastante débil y tenía como nombre Daemon. Galadriel se puso a jugar como ella solía hacer y se topó con esta criatura mientras exploraba. La mató y obtuvo el Golden Helmet, la Enchanted Plate Armor, el Steel Shield y una Fire Sword. Esta criatura no volvió a aparecer jamás por lo que sería imposible obtener el Golden Helmet de nuevo. Más adelante, la criatura Demon sería implementado de nuevo en el juego sólo que ya no puedes obtener el Golden Helmet matándolo.

### Kharsek
Kharsek es un jugador de origen brasileño conocido por ser el primer jugador en alcanzar los niveles 700 (el 5 de noviembre de 2013), 800 (8 de noviembre de 2014), 900 (14 de septiembre de 2015), 1000 (7 de agosto de 2016), 1100 (17 de diciembre de 2017) y 1300 (4 de junio de 2019).
El 1 de agosto de 2016 fue el primer jugador que cruzó el Gate of Expertise ubicado en las profundidades de Banuta. Ese portal únicamente podía ser cruzado por jugadores de nivel 999.
Karhsek nunca contó lo que vio ahí. El 23 de junio de 2017 el jugador Dev Onica alcanzó ese nivel y mostró al mundo que detrás de esa puerta se encontraba la Schrödinger's Island y que en ella obtuvo un trofeo de oro en el que decía "Congratulations on level 999!".

### Paco
Este jugador fue muy conocido debido a rumores de que poseía las legendarias boots of waterwalking. Se aclaró que el jugador las obtuvo en una sesión de Testserver (Servidor de Prueba) de Cipsoft del año 2016, sin embargo el jugador no las posee ni sabe cómo obtenerlas. Es conocido que Cipsoft realiza diversos experimentos con sus jugadores en sus servidores de prueba así como el testeo de nuevos monstruos y bosses, como Apocalypse. Este jugador es también conocido en el mundo de Open Tibia Servers por ser el creador de Rookgaard Tales, el primer proyecto latino en este ámbito.

### Tripida
Uno de los mejores jugadores y de nivel más alto que existieron en los tiempos de antaño, consiguió algunos de los tesoros más raros y valiosos del juego. Lamentablemente su cuenta fue hackeada y con esto perdió todos sus valiosos tesoros. Existe un video en YouTube del hacker que le robó todas sus pertenencias.

## Reglas y abusos
Tibia cuenta con una lista considerable de reglas que deben respetarse en todo momento, para mantener una atmósfera de respeto y diversión en el juego. Las reglas conciernen diferentes aspectos del juego, tales como nombres de personajes, comunicación entre jugadores, el uso de trucos o trampas, y otros aspectos legales.
La violación de cualquiera de las reglas puede llevar a diferentes castigos, tales como negación del servicio al cliente, suspensión temporal o permanente del acceso al juego, remoción de objetos del inventario, o incluso supresión permanente de la cuenta del jugador.

### Software de terceros
Desde el 21 de marzo de 2017, CipSoft utiliza el software BattlEye para detectar abusos y trampas, así como modificaciones ilegales al cliente de juego.
En general, el uso de software que no sea liberado u oficialmente aprobado por la compañía, no está autorizado y se considera ilegal dentro del juego, lo cual puede llevar a una prohibición temporal o permanente del acceso a aquellos jugadores que sean sorprendidos en violación de esta regla. De manera similar, la modificación del cliente de juego tampoco está permitida.
El 30 de enero de 2009, CipSoft prohibió el acceso a Tibia a 4,959 cuentas por el uso de software de terceros no autorizado. CipSoft añadió que las cuentas habían sido identificadas mediante una herramienta automática "con completa precisión", por lo que cualquier reclamo o queja no serían escuchados. Asimismo, subrayó que no explicaría los criterios por los cuales las cuentas fueron identificadas, ni que daría evidencia alguna al respecto.